# Edsleskogs gamla kyrka

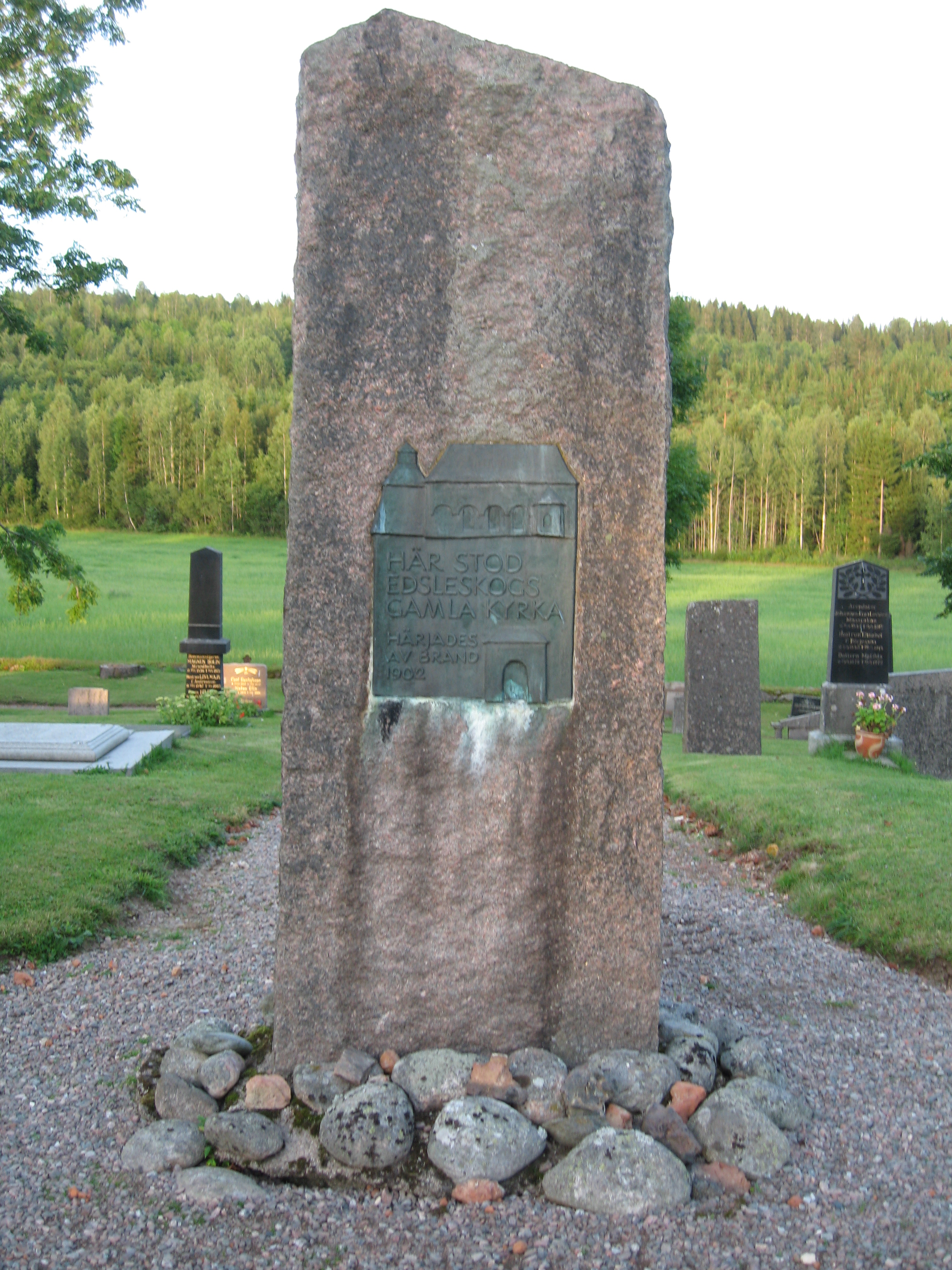
Minnessten på platsen för Edsleskogs gamla kyrka.

Edsleskogs gamla kyrka är en kyrkoruin som består av lämningar under mark efter en tidigare kyrka på Edsleskogs gamla kyrkplats i Edsleskog i Dalsland.
Den första delen av Edsleskogs gamla kyrka började byggas senast omkring 1220, eller möjligen under sent 1100-tal. Kyrkan byggdes senare till med korsarmar. Den hade också en absid i slutet av koret. Edsleskogs kyrka tros kunna vara den äldsta tegelkyrkan i Sverige.
Kyrkan var tillägnad det lokala helgonet Sankt Nils av Edsleskog, som enligt en långt senare nedskriven berättelse mördades av unga män som kommit för sent till mässan. Kyrkan var exceptionellt stor för en svensk sockenkyrka på medeltiden, omkring 48meter lång; i jämförelse mätte Riddarholmskyrkan vid samma tid 50 meter. Edsleskog bör därför ha varit en framstående pilgrimsort. Att kyrkan byggdes som helgonkyrka för den mördade prästen Nils, eller Nikolaus på latin, finns belagt i ett brev sänt år 1220 från biskop Bengt den yngre i Skara till påve Honorius III. Påven meddelade i svarsbrev samma år att biskopen själv fick avgöra hur det skulle beviljas avlat för de som besökt helgonets kyrka 
Kyrkan byggdes i det för tiden högmoderna och påkostade byggnadsmaterialet tegel, vilket annars var mycket ovanligt i Sverige vid denna tid. I bygderna omkring kom det snart att resas fem tegelkyrkor till. Ingen av dem finns kvar men av kyrkan i Grinstad finns väggarna från kyrkans långhus kvar.
Kyrkan brändes ned 1568 under nordiska sjuårskriget men återuppbyggdes delvis, genom att   valvbågarna i huvudskeppet murades igen och fick utgöra kyrkans yttre väggar. Kyrkan fick på så sätt mindre dimensioner eftersom sidoskeppen inte återuppbyggdes. År 1902 brann kyrkan åter ned, varefter en ny plats valdes där Edsleskogs nuvarande kyrka uppfördes, 200 meter söder om den gamla kyrkplatsen.

## Utgrävningar

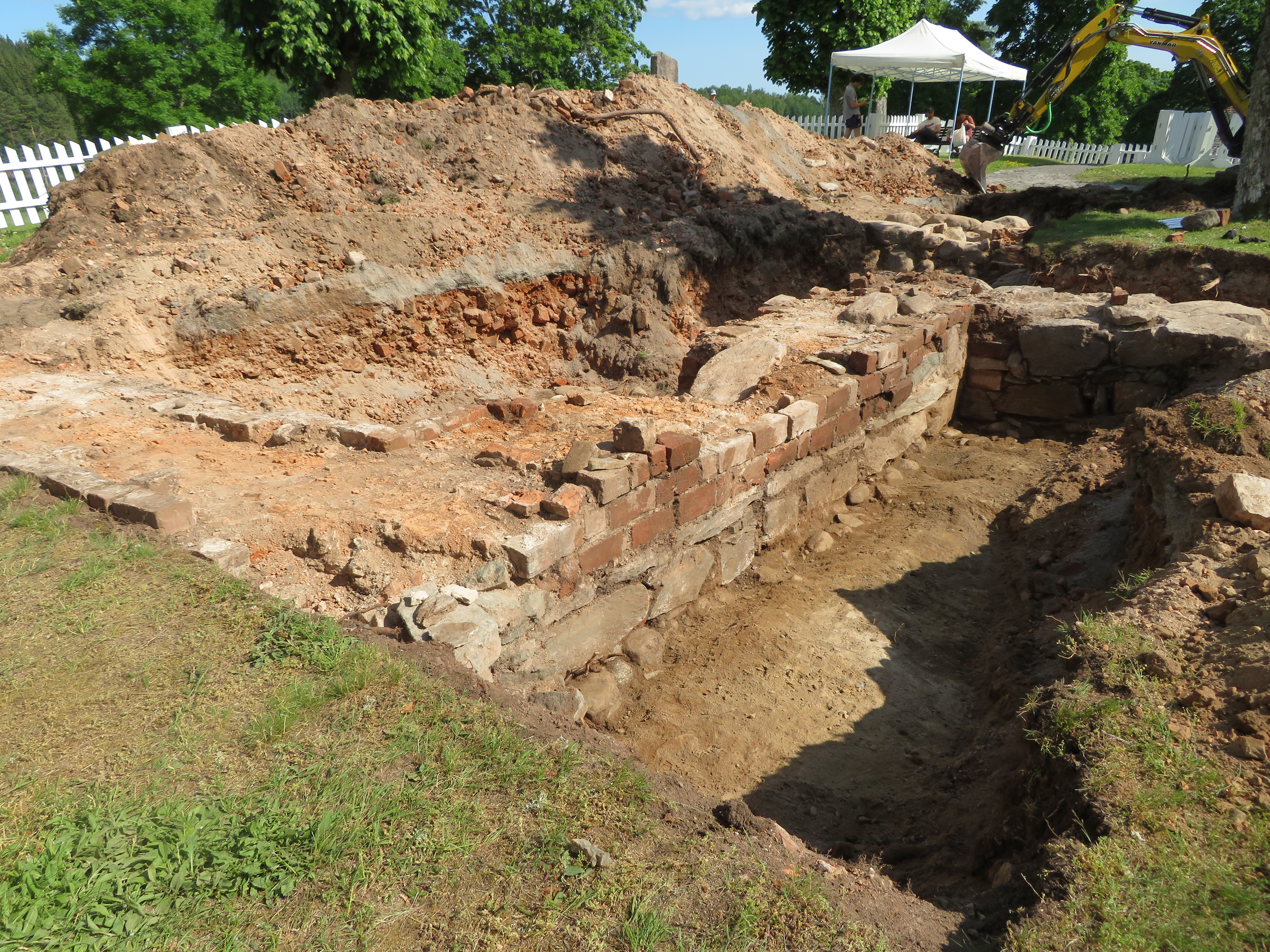
Sommaren 2020 grävdes ruinerna fram under två veckor och fynd samlades in. Här syns den norra korsarmen och en liten del av norra sidoskeppet under den andra grävningsdagen. Efter utgrävningsperioden täcktes ruinerna återigen över med jord för att skydda dem från väder och vind.

År 1947 gjordes en arkeologisk utgrävning med ett antal provgropar, vilket gav information om kyrkans storlek.
Lödöse museum gjorde mer omfattande utgrävningar på Edsleskogs gamla kyrkplats 2019 och 2020.